# Artie Shaw: Time Is All You've Got
Pour plus de détails, voir Fiche technique et Distribution.
Artie Shaw: Time Is All You've Got est un film documentaire canadien de 1985 réalisé par Brigitte Berman.

## Synopsis
Le film revient sur la vie du clarinettiste Artie Shaw.

## Fiche technique
- Titre : Artie Shaw: Time Is All You've Got
- Réalisation : Brigitte Berman
- Scénario : Brigitte Berman
- Musique : Artie Shaw
- Photographie : James Aquila et Mark Irwin
- Montage : Barry Backus, Brigitte Berman
- Production : Brigitte Berman
- Société de production : Bridge Film Productions
- Pays de production :  Canada
- Genre : Documentaire
- Durée : 114 minutes
- Dates de sortie:
  - États-Unis : 15 mars 1985
  - Canada : 25 octobre 1985

## Distinctions
Le film a remporté l'Oscar du meilleur film documentaire en 1987, ex-aequo avec Down and Out in America réalisé par Lee Grant.